# 花と解答
『花と解答』（はなとかいとう）は、2020年7月22日にリリースされたバーチャルシンガー花譜の2nd EPである。

## 概要
本作品は『花と心臓』に次ぐ、花譜の2作目のEPである。花譜の EP のタイトルは花譜の「花」をとって「花と○○」で統一されており、今作は「アンサー」という曲が収録されていることを含め、色々な意味でのそれぞれの「解答」を曲で感じ取ってもらえたらなという思いが込められている。
オンラインショップ・BOOTHおよびアニメイト各店で販売された。「花と解答-オリジナル Edition-」 と「花と解答-ブラッククローバー Edition-」の2形態で発売された。前者はPALOW.によるイラストがジャケットとなっているBOOTH限定バージョンである。後者は「ブラッククローバー」の主人公・アスタと花譜のコラボレーションイラストがジャケットイラストとなっているアニメイト限定バージョンである。また、ブラッククローバー Edition は、「A4クリアファイル」が数量限定で得点として頒布された。
2020年6月10日には、シングル「戸惑いテレパシー」がリリースされ、短いスパンでリリースが行われた。2020年8月12日には、本作品を含むそれまでの花譜の楽曲が各音楽サブスクリプションサービスで配信された。

## 収録曲
収録曲は「アンサー」、「景色」、「危ノーマル」の3曲。それぞれの Instrumental を加えた全6トラックが収録されている。いずれもカンザキイオリが作詞・作曲・編曲を行った。
| 全作詞・作曲・編曲: カンザキイオリ。 |                                |                |                |      |
| #                                    | タイトル                       | 作詞           | 作曲・編曲     | 時間 |
| 1.                                   | 「アンサー」                   | カンザキイオリ | カンザキイオリ | 3:51 |
| 2.                                   | 「景色」                       | カンザキイオリ | カンザキイオリ | 4:49 |
| 3.                                   | 「危ノーマル」                 | カンザキイオリ | カンザキイオリ | 3:20 |
| 4.                                   | 「アンサー（Instrumental）」   | カンザキイオリ | カンザキイオリ | 3:51 |
| 5.                                   | 「景色（Instrumental）」       | カンザキイオリ | カンザキイオリ | 4:49 |
| 6.                                   | 「危ノーマル（Instrumental）」 | カンザキイオリ | カンザキイオリ | 3:20 |
| 合計時間:                            | 合計時間:                      | 24:03          |                |      |

「アンサー」は、テレビアニメ「ブラッククローバー」の第11クールエンディングテーマとなっている。「景色」はNetflixオリジナルアニメ『日本沈没2020』グランドエンディングテーマに起用された。「危ノーマル」はエナジードリンク「ZONe」のIMMERSIVE SONG PROJECTとのコラボ楽曲である。

## イベント
アニメイトでは「花と解答-ブラッククローバー Edition-」の発売を記念し、2020年8月22日にオンラインでイベントが開催された。購入者にはイベント申込券が配布され、限定映像の配信が行われた。